# Даи-доро
Даи-доро (台灯籠) су традиционалне јапанске камене светиљке (лантерне) које датирају из Нара и Хеиан епохе. Првобитно су биле само у будистичким храмовима, где су, постављене у низу, означавале прилаз храму, али у Хеиан епохи почињу да се користе и у шинтоистичким храмовима. Према традицији, током Момојама епохе светиљке су почели да постављају први велики мастери чаја и у чајним вртовима, да би касније биле постављане као декорација у више мање свим вртовима. У свом потпуном и оригиналном облику даи-доро, као и пагода, представља пет елемената будистичке космологије. Део који додирује земљу је чи и представља земљу; део изнад је суи (вода); следи ка (ватра) представљена делом у коме је светло и горња два сегмента су ваздух (фу) и ку (празнина или дух). Сегменти изражавају идеју да се, после смрти, физичко тело враћа својој оригиналној елементарној форми.